# Bagshot Park
Bagshot Parc és l'actual residència del príncep Eduard del Regne Unit i de Sofia Rhys-Jones, comtes de Wessex.
Boagshot Parc es troba a la localitat de Bagshot al comtat de Surrey. La residència fou construïda al segle xvii, des de 1631 a 1633, com una sèrie de petits palaus dissenyats per Iñigo Jones pel rei Carles I d'Anglaterra. L'any 1796, sir Hans Sloane redissenyà la finca sota les ordres del Duc de Clarence que habità Bagshot fins al 1816.
Posteriorment, la residència passà a mans del príncep Guillem Frederic del Regne Unit, duc de Gloucester i espòs de la princesa Maria del Regne Unit. La casa es clausurà el 1847, a la mort de la duquessa de Gloucester i posteriorment, l'any 1860 fou enderrocada. Un nou edifici es començà a construir el 1860 i s'acabà el 1879. El nou Bagshot Parc amb més de 120 habitacions fou la residència del Duc de Connaught fins a la seva mort el 1842 al mateix Bagshot Parc.
Des de l'any 2001, Bagshot Parc ha esdevingut la residència oficial dels comtes de Wessex. La finca se situa a onze milles al sud del Castell de Windsor i a escassa distància de Sunninghill Park, antiga residència del Duc de York.
Tot i que la casa ha estat enormement criticada per un suposat mal gust de l'arquitecte, la casa ha esdevingut un magnífic exemple del gust indi que es desenvolupà en el si de la societat anglesa a finals del segle xix. Alhora és l'aventura constructora reial més important després de la mort del príncep Albert de Saxònia-Coburg Gotha.